# إيدير سفلي
إيدير سفلي هي قرية في مقاطعة بارس أباد، إيران. عدد سكان هذه القرية هو 61 في سنة 2006.